# Campionati del mondo di aquathlon del 2012
I Campionati del mondo di aquathlon del 2012 si sono tenuti a Auckland, Nuova Zelanda in data 17 ottobre 2012.
Nella gara maschile ha vinto lo slovacco Richard Varga, mentre in quella femminile la neozelandese Nicky Samuels.
La gara junior ha visto trionfare il lussemburghese Bob Haller e la slovacca Ivana Kuriačková.
Il titolo di Campione del mondo di aquathlon della categoria under 23 è andato all'ucraino Ivan Ivanov.

## Risultati

### Élite uomini
| Pos. | Nome              | Paese       | Nuoto    | Corsa    | Totale   |
| ---- | ----------------- | ----------- | -------- | -------- | -------- |
|      | Richard Varga     | Slovacchia  | 00:11:36 | 00:15:34 | 00:28:33 |
|      | Richard Stannard  | Regno Unito | 00:12:01 | 00:16:18 | 00:29:34 |
|      | Ognjen Stojanovic | Serbia      | 00:12:52 | 00:16:02 | 00:30:12 |
| 4    | Phil Wolfe        | Regno Unito | 00:12:51 | 00:16:05 | 00:30:17 |

### Élite donne
| Pos. | Nome           | Paese         | Nuoto    | Corsa    | Totale   |
| ---- | -------------- | ------------- | -------- | -------- | -------- |
|      | Nicky Samuels  | Nuova Zelanda | 00:13:52 | 00:17:50 | 00:33:02 |
|      | Emma Davis     | Irlanda       | 00:13:51 | 00:19:09 | 00:34:23 |
|      | Tea Milos      | Croazia       | 00:13:53 | 00:19:29 | 00:34:54 |
| 4    | Audrey Landier | Francia       | 00:17:45 | 00:21:59 | 00:41:27 |

### Junior Uomini
| Pos. | Nome                  | Paese       | Nuoto    | Corsa    | Totale   |
| ---- | --------------------- | ----------- | -------- | -------- | -------- |
|      | Bob Haller            | Lussemburgo | 00:12:50 | 00:16:03 | 00:30:04 |
|      | Jørgen Gundersen      | Norvegia    | 00:12:03 | 00:16:56 | 00:30:33 |
|      | David Pap             | Ungheria    | 00:13:09 | 00:16:22 | 00:30:49 |
| 4    | Thomas Strange Hansen | Danimarca   | 00:13:09 | 00:16:50 | 00:31:31 |

### Junior Donne
| Pos. | Nome             | Paese      | Nuoto    | Corsa    | Totale   |
| ---- | ---------------- | ---------- | -------- | -------- | -------- |
|      | Ivana Kuriačková | Slovacchia | 00:13:58 | 00:18:32 | 00:33:54 |

### Under 23 uomini
| Pos. | Atleta            | Paese         | Nuoto    | Corsa    | Totale   |
| ---- | ----------------- | ------------- | -------- | -------- | -------- |
|      | Ivan Ivanov       | Ucraina       | 00:12:52 | 00:15:26 | 00:29:30 |
|      | Harrison Dean     | Nuova Zelanda | 00:13:15 | 00:17:23 | 00:31:58 |
|      | Andreas Schilling | Danimarca     | 00:13:11 | 00:18:22 | 00:32:51 |